# توروو، استان کویافسکو-پومورسکی
توروو (به لاتین: Turowo) یک منطقهٔ مسکونی در لهستان است که در استان کویافسکو-پومورسکی واقع شده‌است.